# Marnixstraat (Amsterdam)

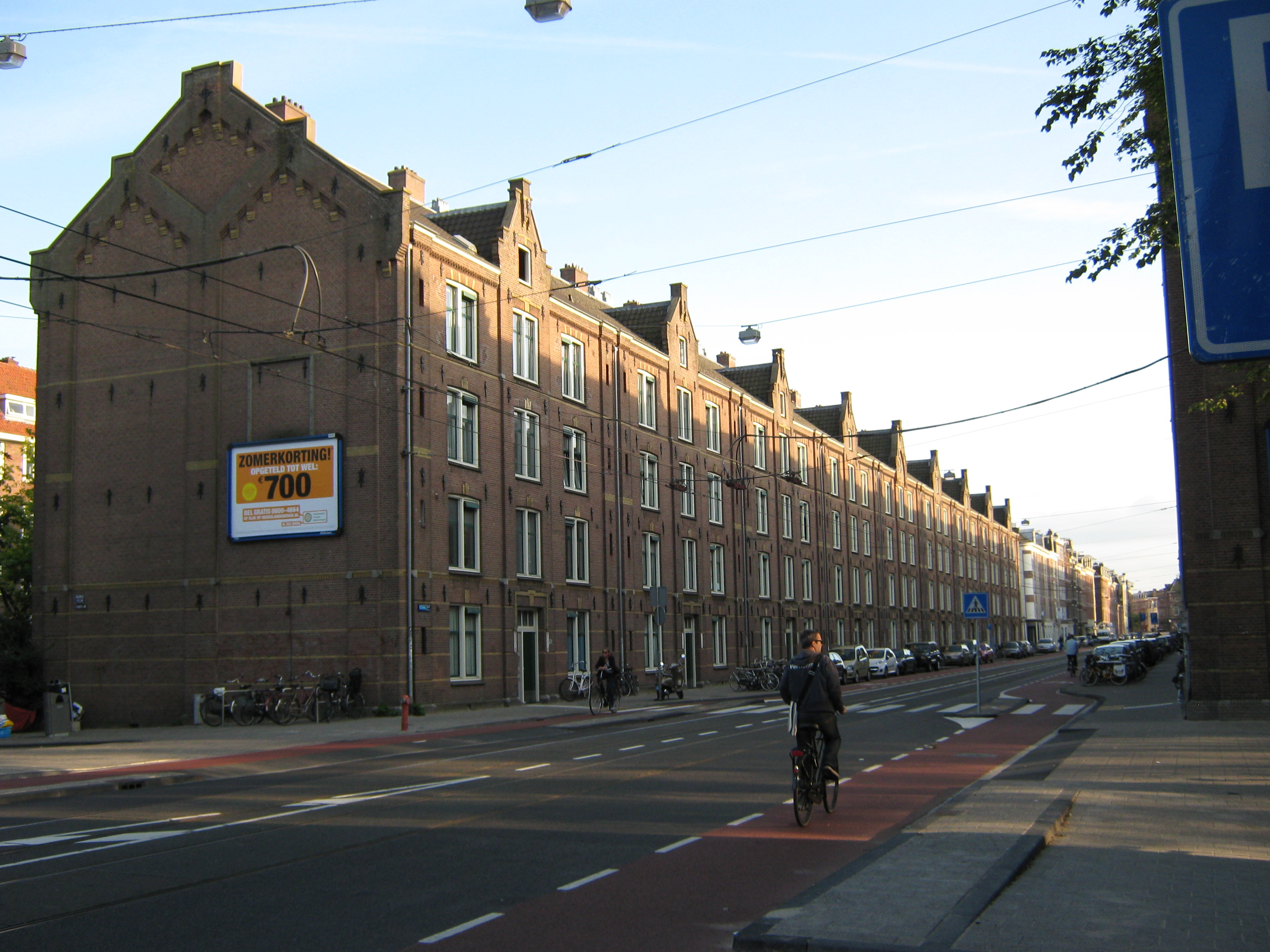
Arbeiderswoningen, gebouwd in 1876-1878 door de Amsterdamsche Vereeniging tot het bouwen van Arbeiderswoningen

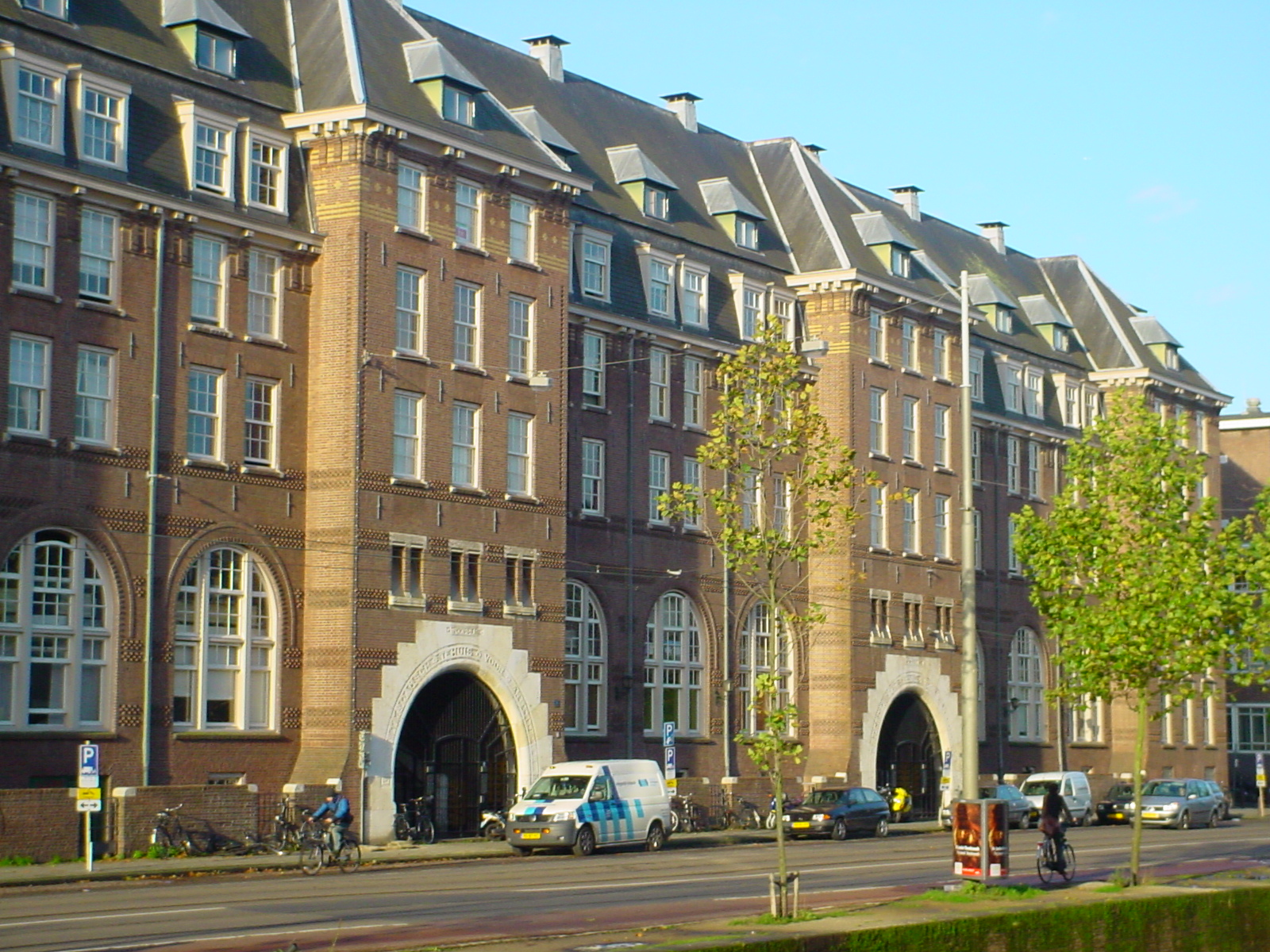
Amsterdamsch Tehuis voor Arbeiders, Marnixstraat 266-340, E.J. van der Pek anno 1919

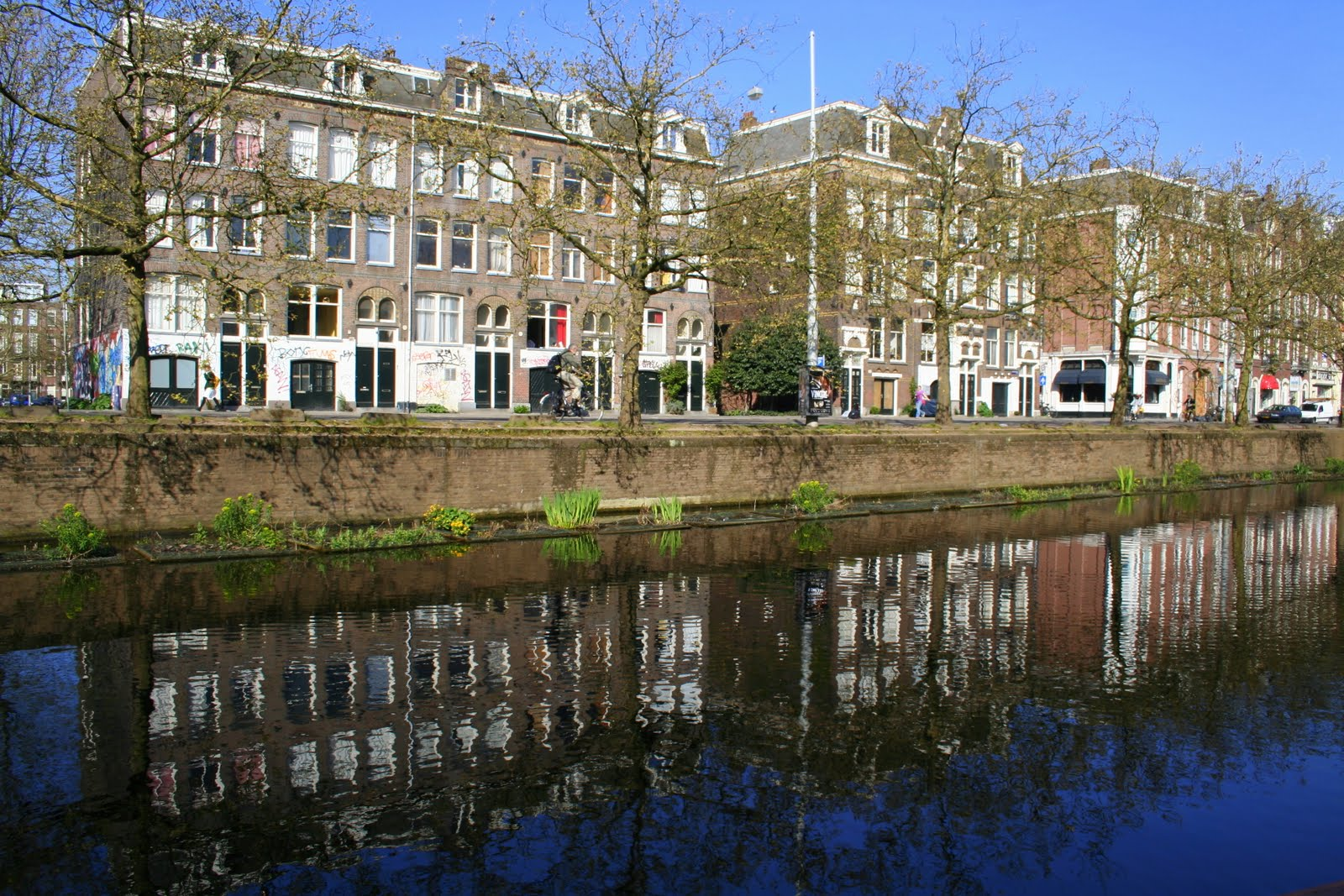
Woonblokken aan de Marnixstraat met opslagruimte voor de marktkooplieden

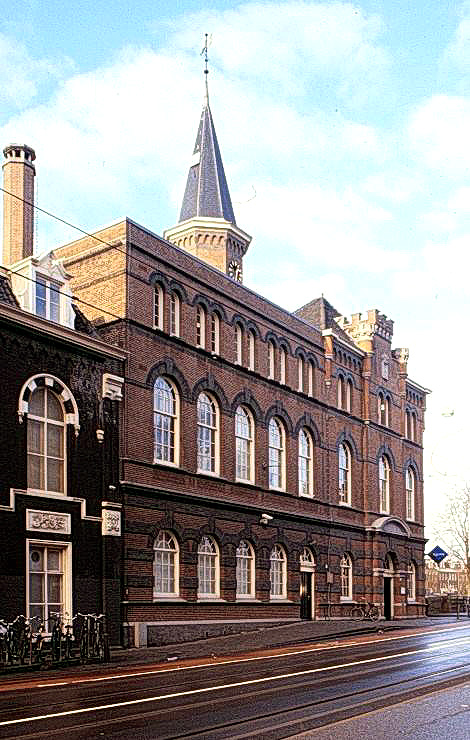
Marnixstraat, politiewijkbureau Raampoort

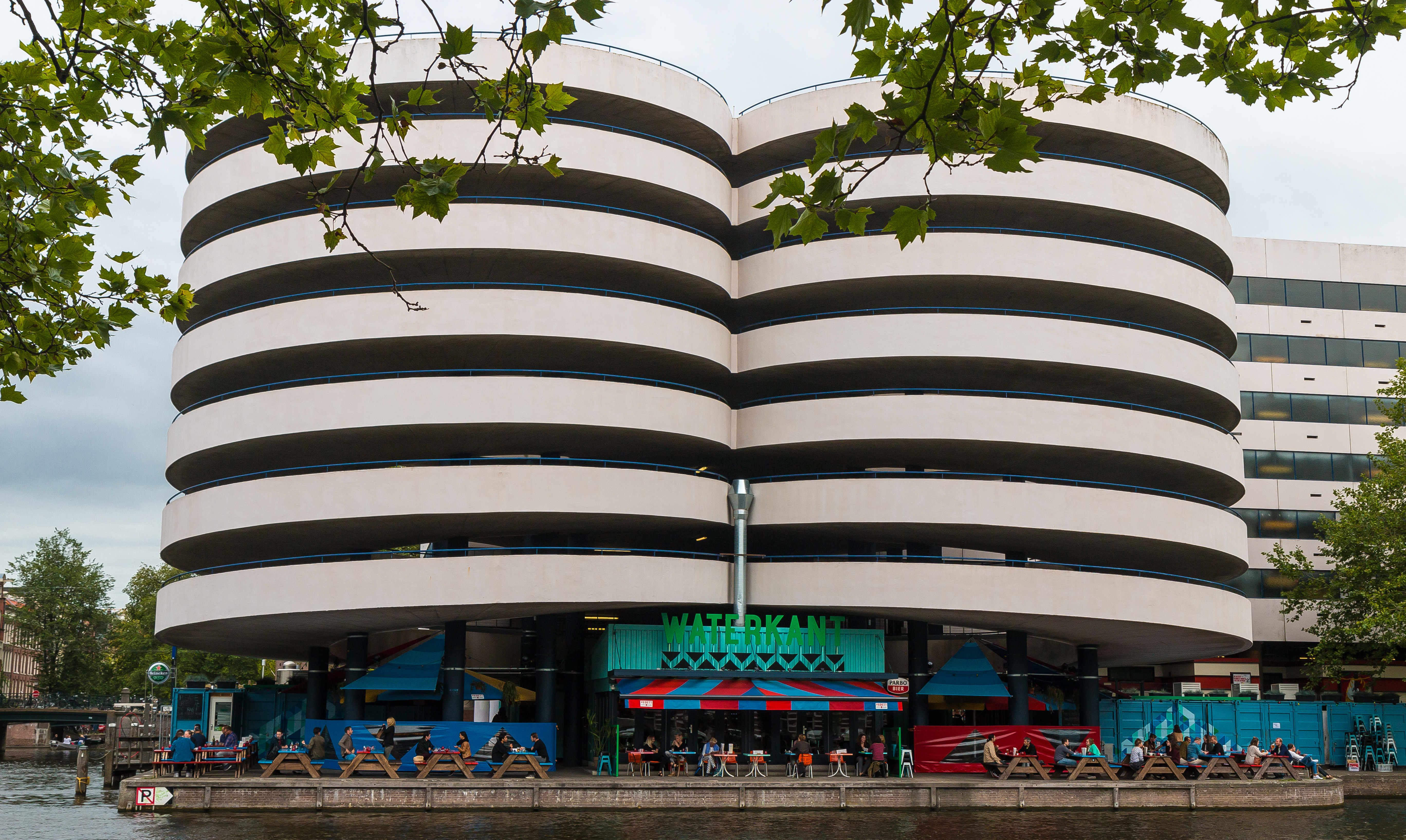
Europarking aan de Marnixstraat. gezien vanaf de Nassaukade.

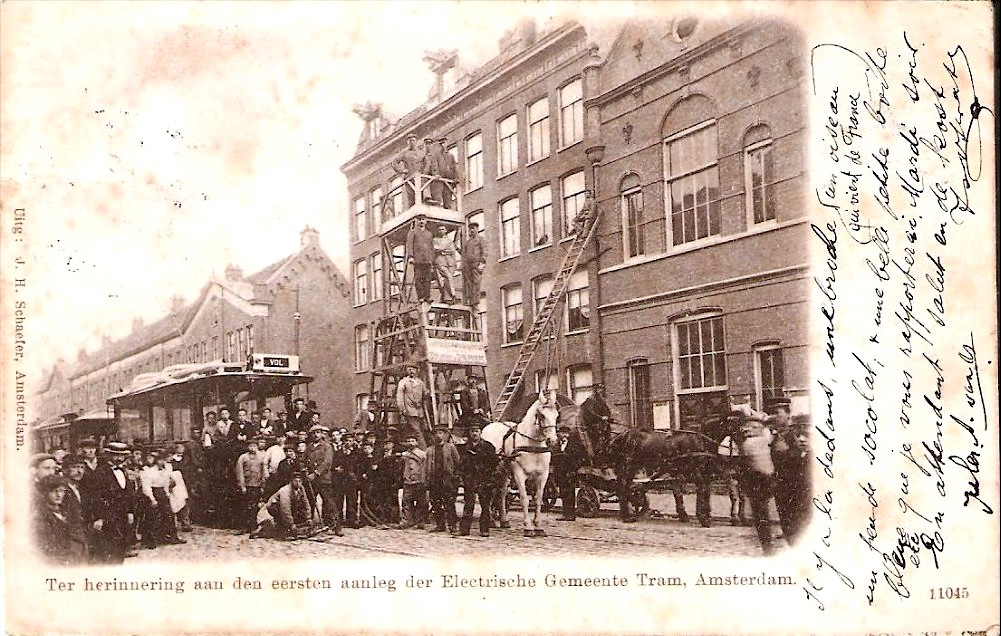
Elektrificatie van de tramlijn Leidseplein – Haarlemmerplein in de Marnixstraat, de latere tramlijn 10; augustus 1900.

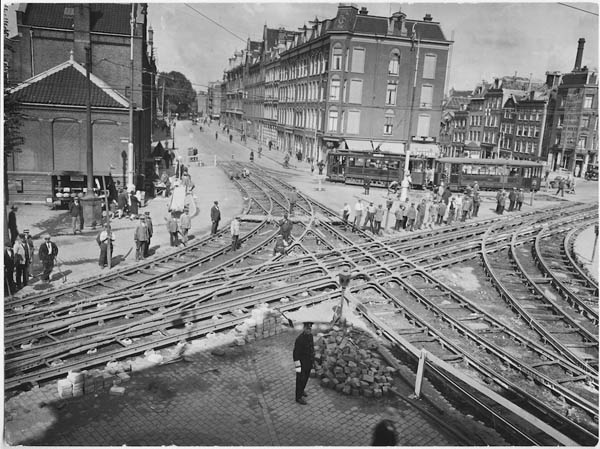
Werkzaamheden t.b.v. vernieuwing van de tramsporen in 1928 op de kruising van de Marnixstraat en Rozengracht. In de verbindingsboog een tramstel van tramlijn 14, die hier afboog tussen 1910 en 1942.

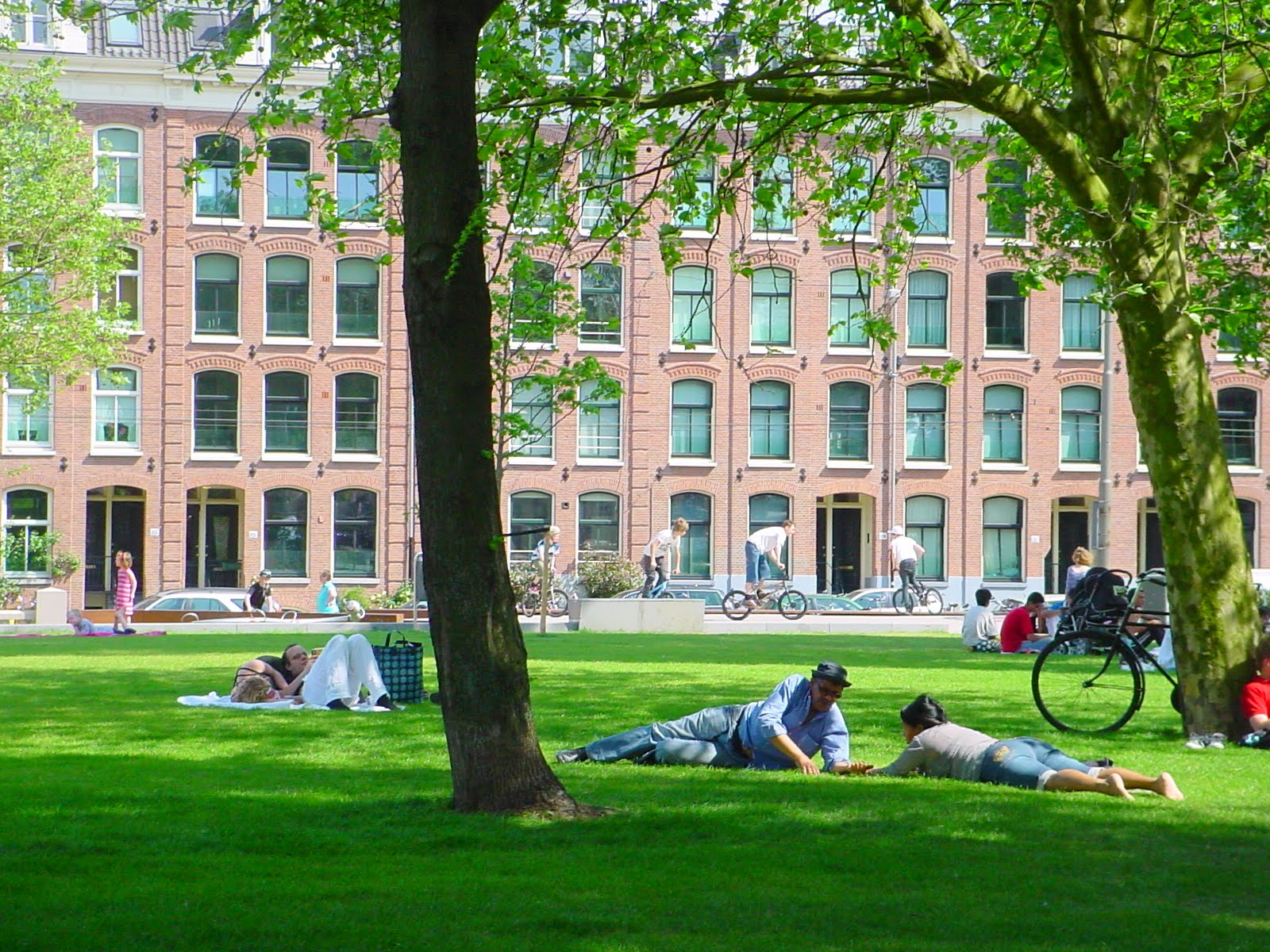
Eerste Marnixplantsoen, luieren in het gras.

De Marnixstraat is een straat in de Nederlandse stad Amsterdam, langs de westelijke grens van de Jordaan in stadsdeel Centrum. De straat ligt tussen het Haarlemmerplein en het Leidseplein, evenwijdig aan de Lijnbaansgracht.
Aan de straat liggen het Marnixplein (bij de hoek met de Westerstraat) en de twee Marnixplantsoenen. In het verlengde van het noordelijk deel van de Marnixstraat ligt, tussen het Haarlemmerplein en brug nr. 149 (de Bullebak) over de Brouwersgracht, de Korte Marnixstraat. Tussen huisnummers 339 en 379 (tussen Rozengracht en Raamplein) vormt de Marnixstraat de westelijke oever van de Lijnbaansgracht. De Marnixkade ligt, parallel aan de Marnixstraat, op de oostelijke oever van de Singelgracht tegenover de Nassaukade.

## Naamgeving
De straat werd in 1872 vernoemd naar Filips van Marnix (1540-1598), heer van Sint-Aldegonde. De straat, die voordien de Schans heette, werd na 1850 aangelegd op de plaats van de tussen 1820 en 1840 geslechte stadswallen. Het gedeelte van de Schans tussen Leidseplein en Frederiksplein werd in 1872 Weteringschans genoemd en het gedeelte tussen Frederiksplein en Nieuwe Vaart werd de Sarphatistraat.

## Voormalige stadswallen
In andere Nederlandse steden veranderde men de voormalige vestingwallen in lommerrijke parken in Engelse landschapsstijl. In Amsterdam diende het gebied slechts tijdelijk als 'aangename verpozing'. Verkoop van de grond bracht geld in het laatje van de verarmde stad. De Schans kreeg allerlei bestemmingen en bebouwingen, zonder dat sprake was van een samenhangend plan. De drie lager gelegen panden tegenover het Tweede Marnixplantsoen, aan de Marnixstraat 291-295 / Westerkade 23-2, herinneren aan een vroegere situatie.

## Industrie
Op het vroegere bolwerk 'Nieuwerkerk' verrees in 1833 de Imperial Continental Gaz Association, niet veel later overgenomen door Nederlandse eigenaren en verder gegaan als Amsterdamse Gasfabriek; afgebroken in 1887. Daarna werden hier insteekhavens gegraven voor de Groentemarkt.
Op het vroegere bolwerk 'Osdorp' verrees in 1852 een suikerraffinaderij, na 1877 was dit de Amstel Suikerraffinaderij. Afgebroken in 1905, daarna verrees hier verzorgingshuis Sint-Bernardus.

## Woningbouw
De woningbouwcomplexen aan de westzijde van de Marnixstraat, aan weerszijden van het Eerste Marnixplantsoen, zijn in 1871 gebouwd als particulier initiatief door J.F. Schutte. Langs de Singelgracht (de latere Marnixkade) liet hij middenstandswoningen bouwen die bedoeld waren voor de toenmalige middenklasse. De woningbouwcomplexen langs de Marnixstraat waren portiekwoningen die waren bedoeld voor arbeidersgezinnen: een kamer met twee bedsteden, een privaat en daarnaast een spoelhok met een gootsteen. Zuidelijker bouwde de Amsterdamsche Vereeniging tot het bouwen van Arbeiderswoningen tussen 1876 en 1878 drie grote wooncomplexen voor arbeiders naar ontwerp van stadsbouwmeester Bastiaan de Greef. Particulieren kregen ook enkele kavels toegewezen. Hierop verrees doorgaans revolutiebouw, ontworpen door de aannemers zelf of volgens een bouwtekening die bij boekhandels kon worden aangeschaft.
Striptekenaar en ontwerper Joost Swarte ontwierp in 1999 in opdracht van de woningstichting Zomers Buiten de vierendertig glas-in-loodramen die de trappenhuizen sieren van de etagewoningen van het stadsvernieuwingsproject aan de Marnixstraat huisnummer 165 tot en met 213. Het hele blok, bestaande uit 91 woningen, is ontworpen door architect Hans Hagenbeek.

## Groenmarkt
Tussen 1895 en 1934 was er een groente- en fruitmarkt aan de Marnixstraat tussen Rozengracht en Passeerdersgracht. In verband met de groei, de hygiënische omstandigheden en het toenemende verkeer verplaatste men de markt naar de Centrale Markthallen aan de Jan van Galenstraat in Amsterdam-West. Woonblokken met opslagruimten op de begane grond voor de handkarren van de marktkooplieden, en de restanten van de insteekhavens voor de groenteschuiten daarachter, getuigen nog van deze geschiedenis.
Achter deze blokken, bij Marnixstraat 200 tot 210 aan de Groenmarktkade en de Appeltjesmarkt, stond eerder in de 19e eeuw een voor een deel op het voormalige bolwerk Nieuwkerk aan de Schans gebouwde gasfabriek. Voor de duur van de sloop en herbouw van het nabijgelegen Woonzorgcentrum Bernardus bouwde de OsiraGroep hier een, in 2012 geopende, tijdelijke huisvesting voor ouderen. In verband met de bodemverontreiniging zijn maatregelen genomen. De werkzaamheden zullen worden voltooid als de locatie een andere bestemming krijgt.

## Enkele gebouwen
- Het in 1883 in eclectische stijl gebouwde voormalige schoolgebouw op de hoek Marnixstraat 2 / Marnixkade 2 is een rijksmonument.
- Het Marnix, een sportcomplex met twee zwembaden, ter hoogte van de Westerstraat op de hoek Marnixstraat/Marnixplein 1. Het huidige gebouw is gebouwd ter vervanging van het vroegere Marnixbad.
- De in 1877 gestichte voormalige Hamer en Bouwershofje aan de Marnixstraat 281. Hier waren tussen 1925 en 1982 leden van de rooms-katholieke congregatie de Vrouwen van Bethanië gehuisvest.
- Marnixstraat 285 huisvestte het voormalige jongerenproductiehuis Fusion, in het Reinildahuis; een clubhuis van de Vrouwen van Bethanië.
- Het Politiebureau Raampoort, Marnixstraat 148, bij de Bloemgracht. Het werd in 1888 ontworpen door W. Springer en is een rijksmonument.
- De eerste Amsterdamse Toneelschool, Marnixstraat 150.
- De brandweerkazerne, Marnixstraat 170 bij de hoek Rozengracht; bouwjaar 1985. In de gevel bevindt zich sinds 2017 de grootste gevelsteen van Amsterdam: Gevelsteen Sint Victor. Van 1952-1983 bevond zich hier in een voormalig schoolgebouw het NINT.
- Het busstation Marnixstraat voor streekvervoer van Connexxion bij de hoek van de Elandsgracht en de Kinkerstraat; geopend in 1957 na de opheffing van de Tramlijn Amsterdam - Zandvoort.
- De Europarking van Q-Park en een tankstation op de Appeltjesmarkt bij de hoek Elandsgracht. Het gebouw werd opgeleverd in 1971 en was een ontwerp van Piet Zanstra.
- Een onderstation van energie-netbeheerder Liander op de aangrenzende Groenmarkt.
- Het Hoofdbureau van Politie Amsterdam-Amstelland, op de hoek met de Elandsgracht 117; bouwjaar 1937-1941.
- Het voormalige Amsterdamsch Tehuis voor Arbeiders (ATVA), Marnixstraat 266-340, tussen 1916-1918 gebouwd naar ontwerp van architect J.E. van der Pek.
- Jeugdtheater De Krakeling in het gebouw van KTV Olympia, bouwjaar 1887, aan de Nieuwe Passeerdersstraat tegenover het Raamplein.
- Het DeLaMar-theater, naast het American Hotel bij het Leidseplein.
- De galerie van multimediacentrum de Melkweg, Marnixstraat 409.
- De Stadsschouwburg Amsterdam, artiesteningang Marnixstraat 427, bij het Leidseplein.

### Vroegere gebouwen
- Het pand van het Nederlands Instituut voor Nijverheid en Techniek dat van 1952 tot en met 1983 gevestigd was in een voormalig schoolgebouw op de hoek met de Rozengracht waar zich ook de ingang bevond. In 1985 verrees hier de brandweerkazerne.
- Woonzorgcentrum Bernardus, Nieuwe Passeerdersstraat / Marnixstraat, bij de Passeerdersgracht. Bouwjaar 1912, gesloopt in 2012. In 2016 verrees hier de 'Makroon'.

## Verkeer en vervoer
Aan de Elandsgracht ter hoogte van de Marnixstraat is bij de Appeltjesmarkt een busstation voor bussen van Connexxion. Tevens ligt hier een taxistandplaats. De volgende GVB lijnen rijden of reden door de Marnixstraat:
- Tramlijn 3 rijdt sinds 1951 door de Marnixstraat, tussen de Korte Marnixstraat en Marnixplein ter vervanging van lijn 23.
- Tramlijn 5 rijdt sinds 2018 tussen het Marnixplein en het Leidseplein ter vervanging van lijn 10.
- Tramlijn 6 reed tussen 2002 en 2004 door de Marnixstraat tussen Leidseplein en Rozengracht ter vervanging van lijn 20.
- Tramlijn 7 rijdt sinds 1905 tussen Elandsgracht en Leidseplein.
- De eerste elektrische tramlijn in Amsterdam reed in 1900 door de Marnixstraat. Dit was de elektrische tramlijn Leidscheplein – Haarlemmerplein, die later verlengd werd naar de Planciusstraat. Vanaf 1903 was dit tramlijn 10 en reed sinds de invoering van lijnnummers in 1903 tot 2018 tussen het Marnixplein en het Leidseplein.
- Tramlijn 14 reed van 1910-1942 door de Marnixstraat tussen Marnixplein en Rozengracht.
- Tramlijn 17 rijdt sinds 1914 tussen Rozengracht en Elandsgracht.
- Buslijn 18 rijdt sinds 1974 tussen de Korte Marnixstraat en Marnixplein.
- Tramlijn 19 rijdt sinds 2018 tussen Rozengracht en Leidseplein.
- Tramlijn 20 reed van 1922-1932 door de Marnixstraat tussen Marnixplein/Westerstraat en Leidseplein en van 1997-2002 tussen Rozengracht en Leidseplein.
- Buslijn 21 rijdt sinds 2006 tussen de Korte Marnixstraat en Marnixplein.
- Tramlijn 23 reed van 1921 tot 1944 door de Marnixstraat, tussen de Korte Marnixstraat en Marnixplein.

## Marnixplantsoenen
De Marnixplantsoenen zijn het Eerste en Tweede Marnixplantsoen langs de Marnixstraat.
- Het Eerste Marnixplantsoen, met kinderspeeltoestellen en een skatebaan, ligt aan de Marnixstraat ter hoogte van nr. 46 en nr. 103 bij de Rotterdammerbrug en de Jacob Catskade.
- Het Tweede Marnixplantsoen ligt aan de Marnixstraat ter hoogte van nr. 144 en nr. 285 bij de Raampoort en de Bloemgracht. Hier staat het beeld De Blauwe Vioolspeler.